# آرثر نيلسون
آرثر نيلسون (بالإنجليزية: Arthur Nelson)‏ (15 مايو 1909 في المملكة المتحدة - 1 يناير 1977) هو لاعب كرة قدم بريطاني (وحمل سابقاً جنسية المملكة المتحدة لبريطانيا العظمى وأيرلندا) في مركز الهجوم. لعب مع ستوكبورت كونتي ونادي لوتون تاون ونوتس كاونتي وهال سيتي ونادي سكاربورو ونونيتون بورو ‏ ونادي تلفورد يونايتد وBurton Town F.C. ‏.